# 暗黑魔法師：崛起
《暗黑魔法師：崛起》（中国大陆也译作“艾云卡斯之法师的崛起”）是奥地利ClockStone Software开发的Windows平台动作角色扮演游戏。游戏在西方由Lighthouse Interactive发行，台湾中文版由松岗科技代理。游戏强烈借鉴了清版动作游戏元素，通过鼠标快速移动与按键发动魔法。另外还可以为魔法指定快捷键。